# Flughafen Humberto Delgado Lissabon

i7
i11
i13
Der Flughafen Humberto Delgado, auch Flughafen Lissabon (portugiesisch Aeroporto Humberto Delgado, früher Aeroporto da Portela, IATA-Code: LIS, ICAO-Code: LPPT) ist der internationale Verkehrsflughafen von Lissabon, der Hauptstadt Portugals, und der größte Flughafen des Landes. Er wird von der Flughafengesellschaft ANA betrieben und dient der Fluggesellschaft TAP Air Portugal als Drehkreuz.
Die portugiesischen Luftstreitkräfte Força Aérea Portuguesa (FAP) nutzen einen kleinen Teil als Militärflugplatz und bezeichnen ihn als Aeródromo Militar de Lisboa (Figo Maduro).

## Geschichte
Vor Inbetriebnahme des Flughafens Portela existierte nur der einfache Flughafen Campo Internacional de Aterragem bei Alverca.
In den 1930er Jahren wurden Transatlantikflüge hauptsächlich in Flugbooten absolviert, die kontinentalen Weiterflüge aber in herkömmlichen Flugzeugen. Durch die Lage als westlichste Hauptstadt Europas hatte Lissabon ideale Bedingungen für diese Flüge. Daher beschloss die Regierung den Bau von zwei neuen Flughäfen: einen terrestrischen, den heutigen Flughafen Humberto Delgado und am Fluss Tejo den Aeroporto Marítimo de Cabo Ruivo für Wasserflugzeuge. Im Jahr 1938 wurde mit dem Bau der beiden Flughäfen begonnen, 1940 wurden sie fertiggestellt. Um eine schnelle Autoverbindung zwischen den Flughäfen zu ermöglichen, wurde zudem die Avenida Entre-Aeroportos gebaut. Der Terminal 2 wurde am 1. August 2007 eingeweiht.
Seit dem 17. Juli 2012 ist der Flughafen über den U-Bahnhof Aeroporto an das Netz der Metro Lissabon angebunden.
Obwohl im Jahr 2008 die Entscheidung zum Bau eines neuen Flughafens bei Alcochete gefallen war, entschied sich die portugiesische Regierung unter Pedro Passos Coelho im Jahr 2012 für einen Ausbau; gleichzeitig wurde der Beginn der Bauarbeiten des neuen Flughafens Alcochete auf unbestimmte Zeit verschoben.
Am 15. Mai 2016 wurde der Flughafen offiziell in Aeroporto Humberto Delgado Lisboa umbenannt.
Im Februar 2017 teilte der portugiesische Infrastrukturminister Pedro Marques mit, dass der Flughafen nicht mehr ausreichend Kapazitäten für den bestehenden Verkehr bietet. Als Lösung wurde der Militärflugplatz Montijo als zusätzlicher Standort für den Flughafen ausgewählt, der ab 2019 für den kommerziellen Flugbetrieb umgebaut werden soll. Als zweiter internationaler Flughafen Lissabons solle er vornehmlich für Mittelstrecken- und Billigflüge zur Verfügung stehen.
Diese Entscheidung ist Teil eines größeren Plans, der auch den Ausbau des bestehenden Flughafens Humberto Delgado umfasst. Insgesamt sollen 650 Millionen Euro in die erste Stufe des Ausbaus des Flughafens Humberto Delgado und 500 Millionen Euro in den Bau eines neuen Flughafens auf dem ehemaligen Luftwaffenstützpunkt Montijo fließen (Stand 2019). Die langfristige Lösung für die Kapazitätsprobleme des Flughafens Humberto Delgado scheint der Bau eines neuen Flughafens zu sein. Der Standort für diesen neuen Flughafen wurde in Alcochete, etwa 25 km östlich von Lissabon, festgelegt. Der Baubeginn des Projekts, das auf 3 Milliarden Euro geschätzt wird, wurde jedoch aufgrund der Covid-19-Pandemie verschoben.
Die Investitionen von Vinci, dem Betreiber des Flughafens Humberto Delgado, lagen 2023 19 % unter den Erwartungen. Dies deutet auf finanzielle Herausforderungen hin, die möglicherweise die Umsetzung der geplanten Erweiterungen und Verbesserungen beeinträchtigen könnten.
Der Flughafen Humberto Delgado wurde vom Fluggastportal AirHelp als viertschlechtester Flughafen der Welt eingestuft. Im Jahr 2023 lag er mit 6,48 Punkten auf Platz 191 der Liste, was eine Verschlechterung im Vergleich zum Vorjahr darstellt. Die Bewertung basiert auf Faktoren wie Pünktlichkeit, Reisendenumfragen und Catering-Service.

## Lage und Verkehrsanbindung

Flughafendiagramm

Der Flughafen liegt sieben Kilometer nördlich des Stadtzentrums von Lissabon. Er ist über mehrere Anschlussstellen mit der Autoestrada A1 und der Europastraße 1 verbunden. Zudem verlaufen die Autoestrada A36 und die IP7 in der Nähe des Flughafens. Der Flughafen wird durch mehrere Buslinien des Verkehrsunternehmens Carris und die Linha Vermelha der Metro Lissabon in den öffentlichen Personennahverkehr eingebunden.

## Fluggesellschaften und Ziele
Der nach Humberto Delgado benannte Flughafen verfügt über Verbindungen zu zahlreichen europäischen Zielen sowie mehreren Langstreckenziele mit Fokus auf Lateinamerika. Der Flughafen dient als Drehkreuz der TAP Air Portugal (TAP).
Aus deutschsprachigen Ländern wurde Lissabon im Jahr 2016 von Basel, Berlin, Bremen, Düsseldorf, Frankfurt, Genf, Hamburg, Karlsruhe/Baden-Baden, Köln-Bonn, Memmingen, München, Stuttgart, Wien und Zürich angeflogen.

## Verkehrszahlen
| Jahr | Fluggastaufkommen | Fluggastaufkommen | Luftfracht (Tonnen) | Luftfracht (Tonnen) | Flugbewegungen | Flugbewegungen |
| ---- | ----------------- | ----------------- | ------------------- | ------------------- | -------------- | -------------- |
| 2024 | 35.093.000        | 00+4,3 %          | k. A.               | k. A.               | 225.268        | 0+1,1 %        |
| 2023 | 33.648.691        | 0+19,1 %          | 160.247             | 0+2,8 %             | 222.753        | +12,4 %        |
| 2022 | 28.261.883        | +132,6 %          | 155.818             | +23,0 %             | 198.200        | +77,6 %        |
| 2021 | 12.149.201        | 0+31,2 %          | 126.714             | +41,7 %             | 111.598        | +28,5 %        |
| 2020 | 9.260.567         | 0−70,3 %          | 89.407              | −36,9 %             | 86.843         | −60,1 %        |
| 2019 | 31.172.774        | 00+7,4 %          | 141.715             | +14,1 %             | 217.703        | 0+1,9 %        |
| 2018 | 29.031.268        | 00+8,9 %          | 124.205             | 0+7,3 %             | 213.711        | 0+7,3 %        |
| 2017 | 26.663.096        | 0+18,8 %          | 115.759             | 115.759             | 199.262        | +11,5 %        |
| 2016 | 22.449.289        | 0+11,7 %          | -                   | -                   | 178.639        | +10,2 %        |
| 2015 | 20.090.418        | 0+10,7 %          | -                   | -                   | 162.042        | 0+6,4 %        |
| 2014 | 18.142.035        | 0+13,3 %          | -                   | -                   | 152.335        | 0+7,0 %        |
| 2013 | 16.008.848        | 00+4,6 %          | -                   | -                   | 142.333        | 0+1,0 %        |
| 2012 | 15.301.176        | 15.301.176        | -                   | -                   | 140.909        | 140.909        |

## Zwischenfälle
- Am 1. Februar 1947 kollidierte eine Douglas DC-3C der Air France (Luftfahrzeugkennzeichen F-BAXQ) bei Peninha mit der Hügelkette Serra de Sintra 28 Kilometer westlich des Zielflughafens Lissabon-Portela. Die am Flughafen Bordeaux-Mérignac gestartete Maschine befand sich im Landeanflug, als sich bei schlechtem Wetter und Dunkelheit der Unfall ereignete. Von den 16 Insassen kamen 15 ums Leben, alle 5 Besatzungsmitglieder und 10 der 11 Passagiere.[14][15]

- Am 27. Januar 1948 verunglückte eine Douglas C-47 (DC-3) der Transportes Aéreos Portugueses (CS-TDB) auf einem Trainingsflug bei schlechtem Wetter südlich von Lissabon. Alle drei Menschen an Bord kamen ums Leben.[16]

- Am 8. Juni 1948 verunglückte eine Douglas C-47 (DC-3) der Transportes Aéreos Portugueses (CS-TDF) auf einem Trainingsflug am Flughafen Lissabon-Portela, nachdem beim Start ein Triebwerk abgestellt worden war. Alle fünf Insassen überlebten den Unfall; das Flugzeug wurde zum Totalschaden.[17]

- Am 3. September 1948 verunglückte eine Douglas DC-4 der Transportes Aéreos Portugueses (CS-TSB) auf einem Trainingsflug am Flughafen Lissabon-Portela. Es kam zu einer derart harten Landung, dass das Flugzeug zum Totalschaden wurde. Alle fünf Besatzungsmitglieder überlebten den Unfall.[18]

- Am 12. April 1959 stürzte eine Douglas DC-3/C-47A-80-DL der Portugiesischen Luftstreitkräfte (PAF 6150) kurz nach dem Start vom Flughafen Lissabon-Portela in den Fluss Tejo. Alle 11 Insassen kamen ums Leben.[19]

- Am 11. Dezember 1960 kam es mit einer Douglas DC-4/C-54G-5-DO der Brasilianischen Luftstreitkräfte (FAB 2401) auf dem Flughafen Lissabon zu einer Bruchlandung. Die Maschine brannte aus. Alle 9 Besatzungsmitglieder überlebten den Unfall.[20]

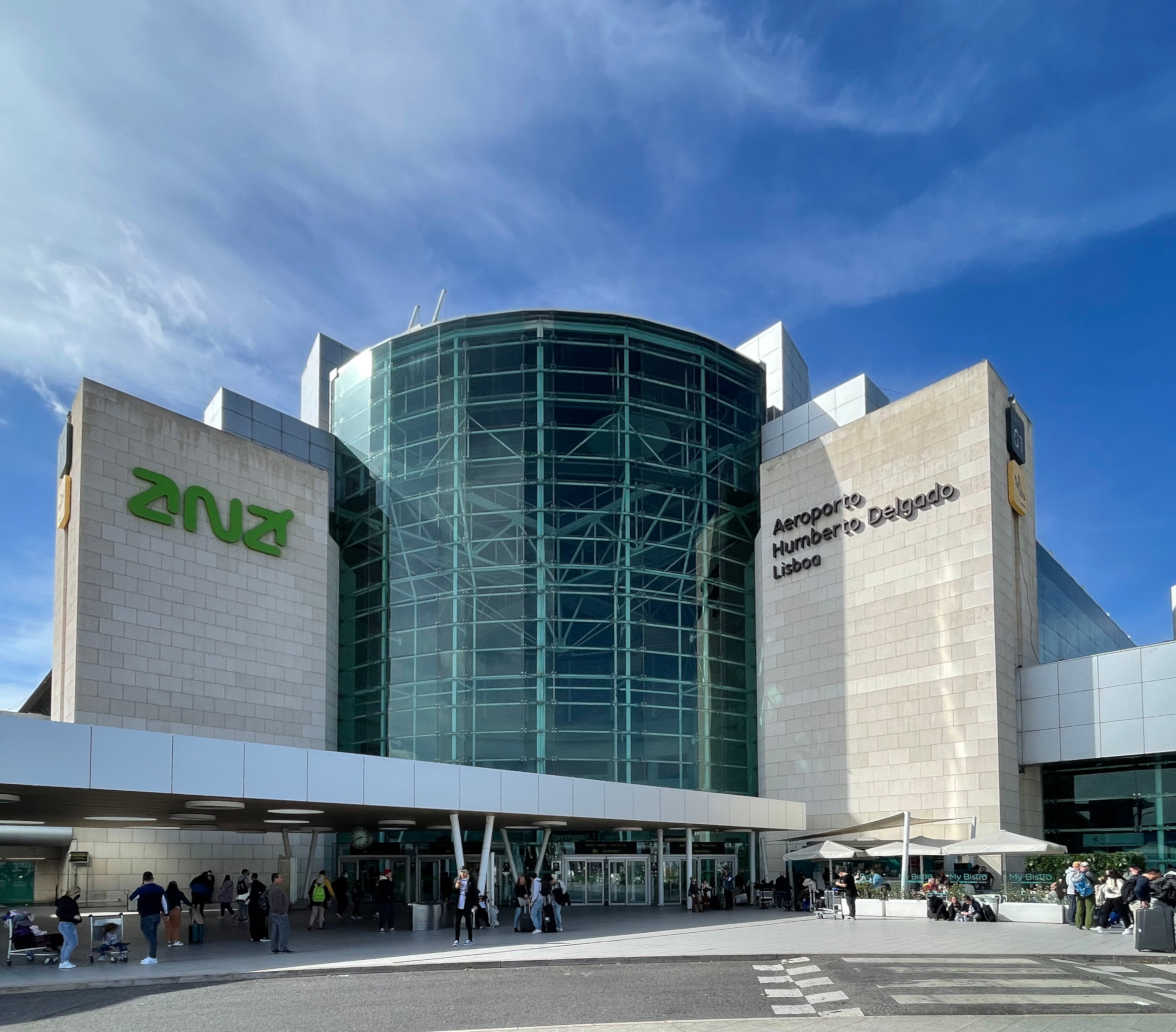
Flughafengebäude
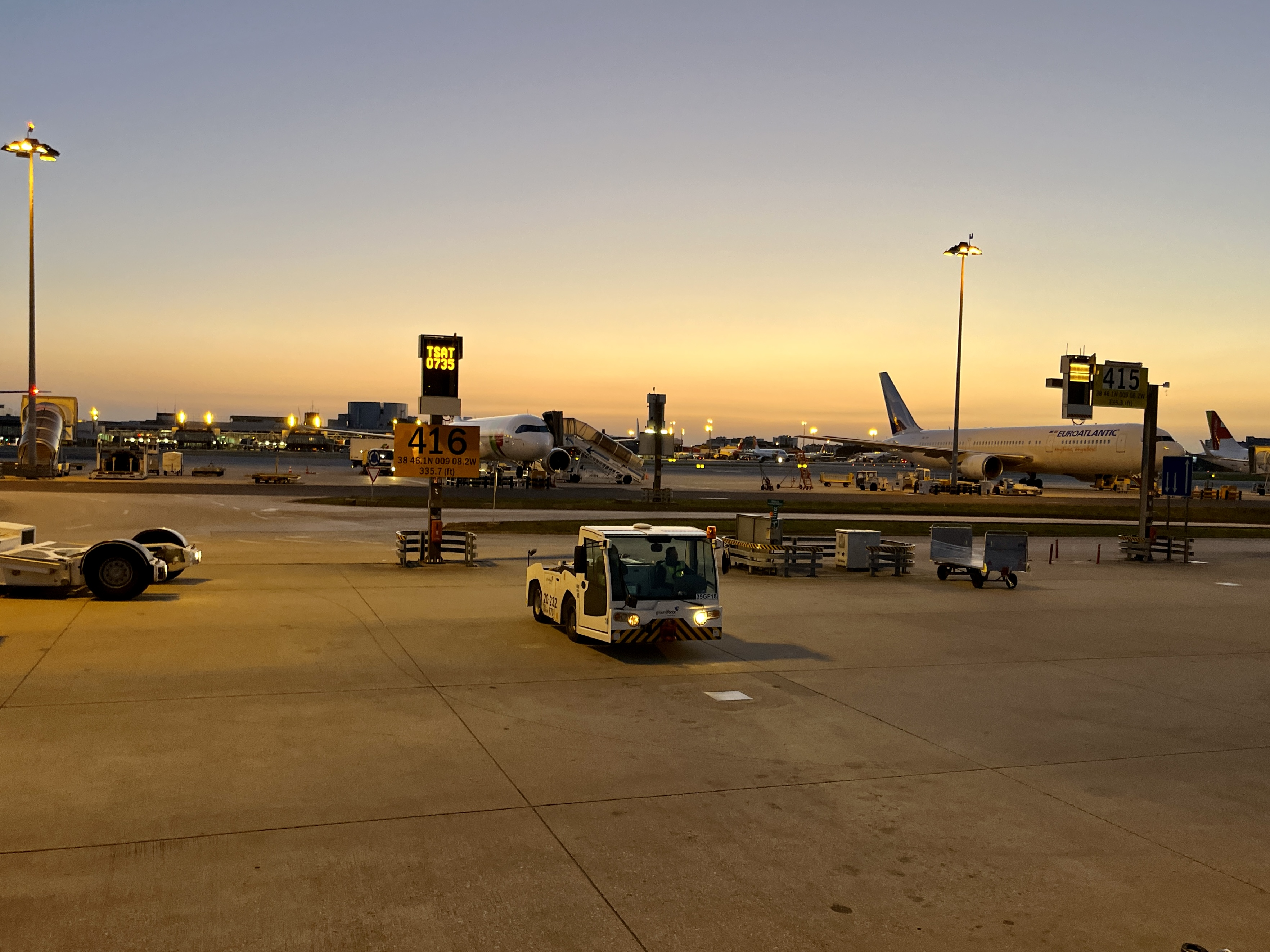
Das Vorfeld bei Sonnenuntergang
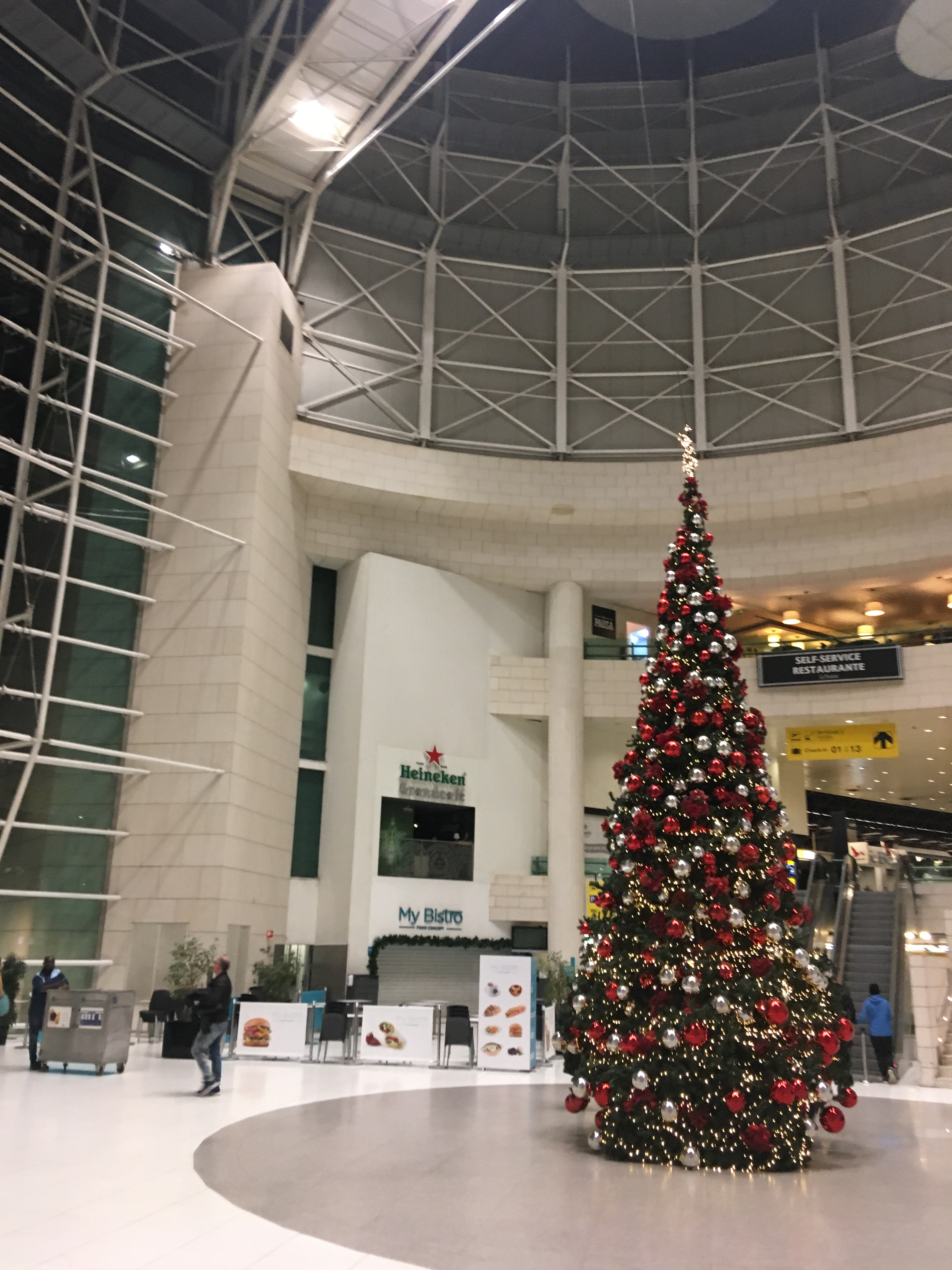
Empfangshalle im Hauptterminal